# Hutisko-Solanec
Hutisko-Solanec è un comune della Repubblica Ceca facente parte del distretto di Vsetín, nella regione di Zlín.